# نيكولاي بوكدانوف بيلسكي

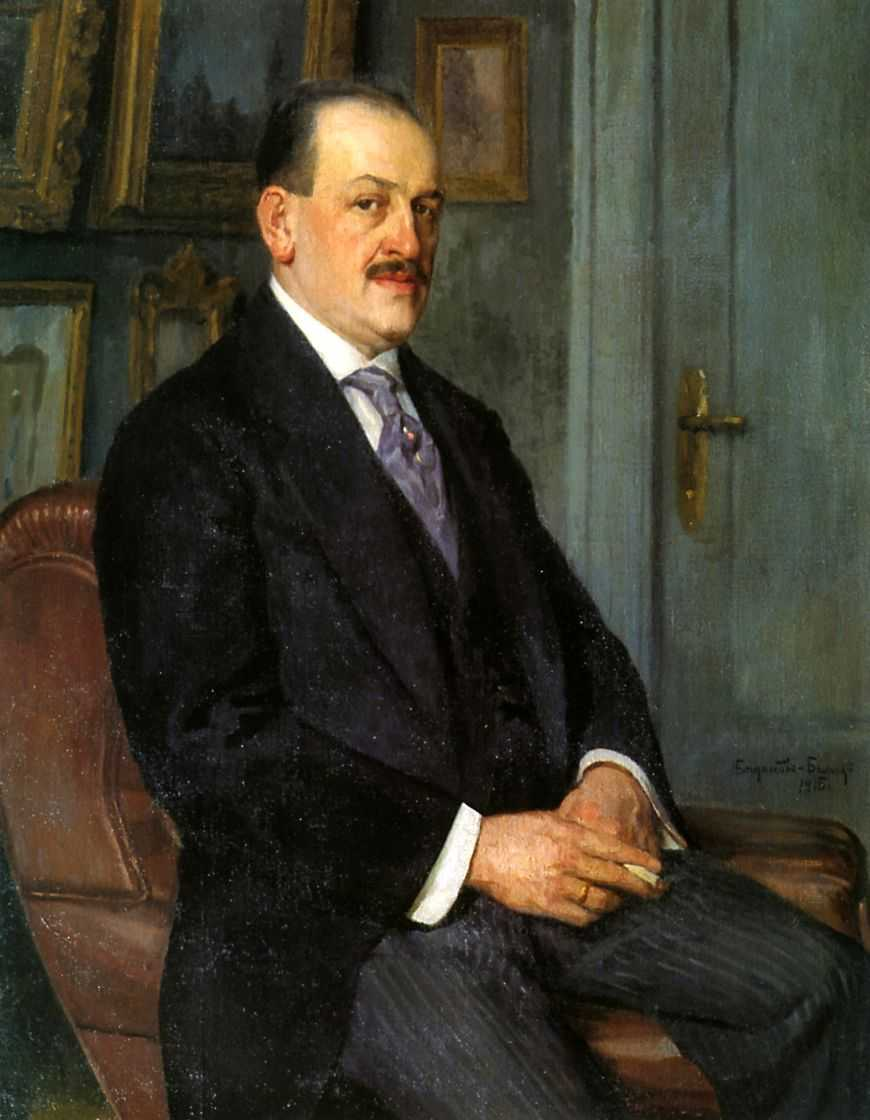
نيكولاي بوكدانوف بيلسكي 1915

نيكولاي بيتروفيتش بوكدانوف بيلسكي (1868 -1945) رسام روسي. ولد في قرية شيتيكي في مقاطعة سمولينسك، درس الرسم في مدرسة سيميون راشينسكي للفنون الجميلة، ودرس رسم الايقونات في دير ترويتسي سيركييفا لافرا عام 1883 , والرسم الحديث في مدرسة موسكو للرسم والنحت والعمارة، منذ عام 1884 وحتى عام 1889 , وكذلك في الاكاديمية الامبراطورية للفنون في سانت بطرسبورغ منذ عام 1894 وحتى عام 1895 وعمل ايضاً في استوديوهات خاصة في باريس في اواخر العقد الاخير من القرن التاسع عشر. نشط بوكدانوف بيلسكي في سانت بطرسبورغ، وبعد عام 1921 عمل حصرياً في ريغا عاصمة لاتفيا. وكان عضواً في العديد من الجمعيات البارزة منها حركة بيريدڤيژنسكي الفنية منذ عام 1895 وجمعية أرخيب كويندژي منذ عام 1909 حيث كان عضواً مؤسساً ورئيساً منذ عام 1913 وحتى عام 1918 .رسم بوكدانوف بيلسكي معظم أنواع اللوحات خصوصاً تعليم أطفال الفلاحين، وصور الوجوه، والمناظر الطبيعية الانطباعية. أصبح بوكدانوف بيلسكي مدرساً واكاديمياً عام 1903 . وكان عضواً فعالاً في اكاديمية الفنون عام 1914 .

## معرض الصور

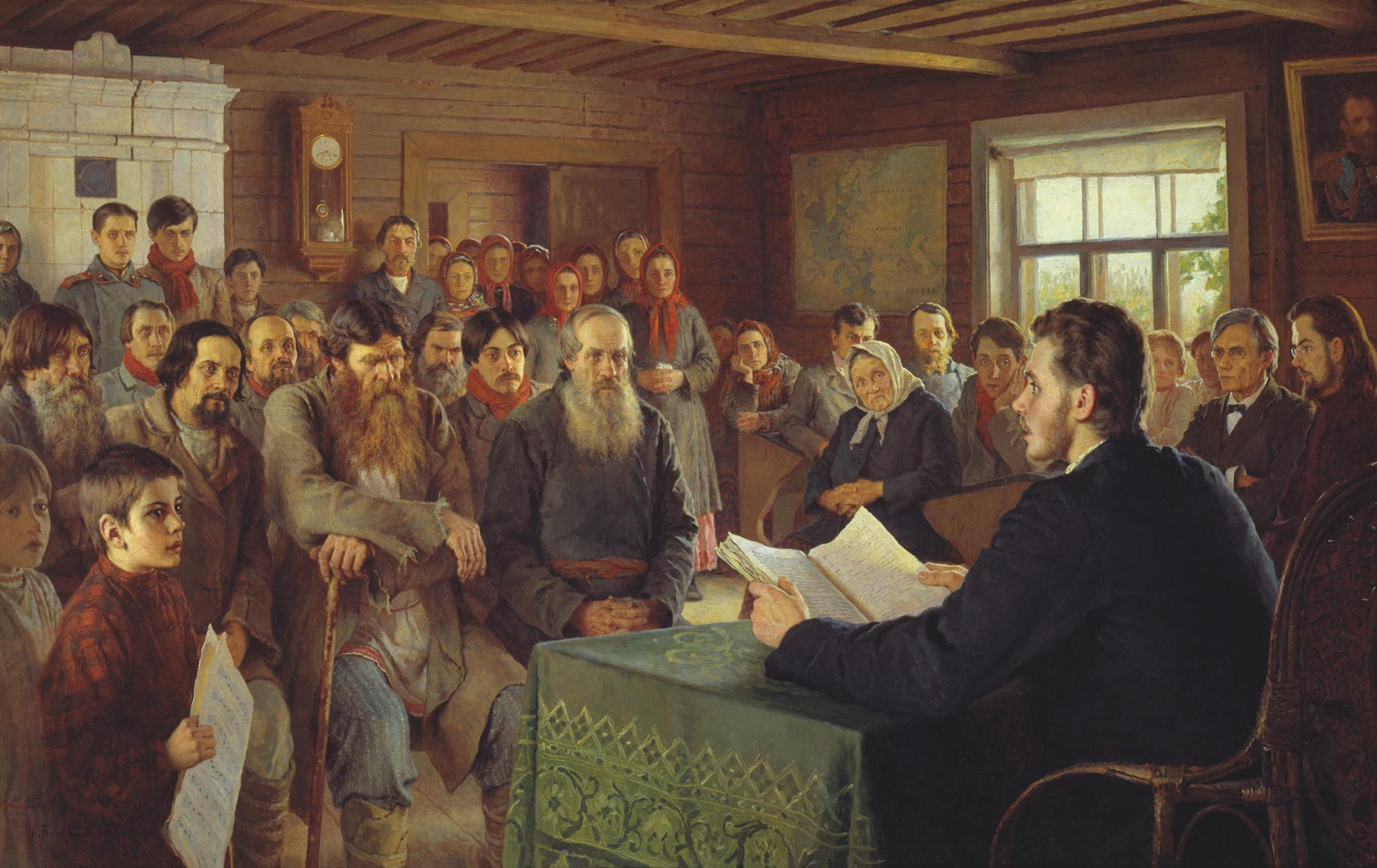
قراءة يوم الأحد في مدرسة ريفية 1895
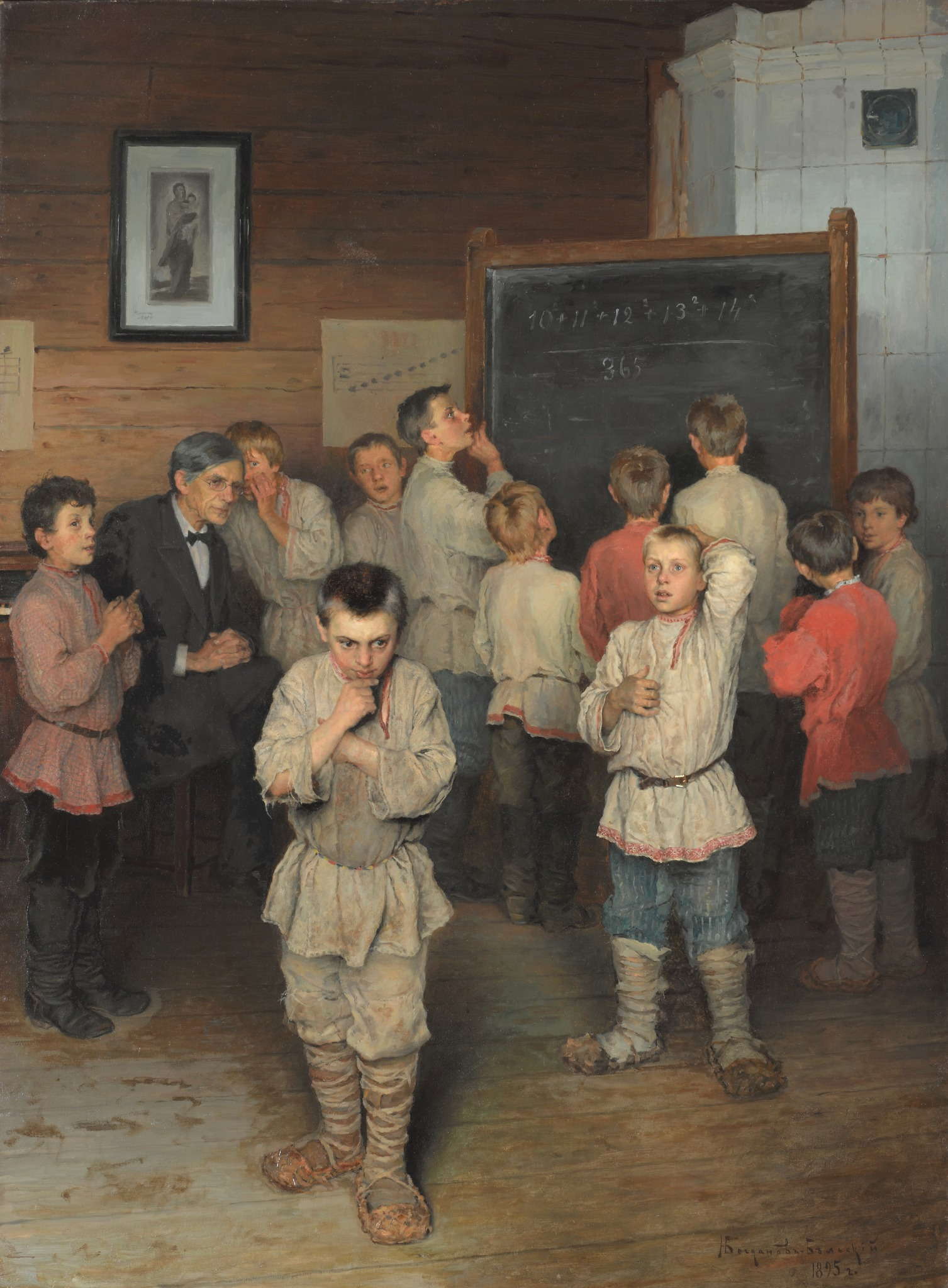
الحساب العقلي في المدارس العامة 1895